# Lientur-Kanal
Der Lientur-Kanal (spanisch Canal Lientur, im Vereinigten Königreich Bryde Channel) ist eine Meerenge vor der Danco-Küste des Grahamlands auf der Antarktischen Halbinsel. Sie liegt zwischen der Lemaire- und der Bryde-Insel und verbindet den Paradise Harbor mit der Gerlache-Straße.
Teilnehmer der Belgica-Expedition (1897–1899) unter der Leitung des belgischen Polarforschers Adrien de Gerlache de Gomery nahmen die erste grobe Kartierung dieses Seewegs vor. Teilnehmer der 4. Chilenischen Antarktisexpedition (1949–1950) benannten ihn nach der Lientur, eines der drei Schiffe dieser Forschungsreise.